# 마두라이 술탄국
마바르 술탄국(페르시아어: مابار سلطنت), 통칭 마두라이 술탄국은 오늘날 인도 타밀나두주의 마두라이를 수도로 존속하다 단명한 독립 술탄국이다. 마바르 술탄국은 1335년 당시 마두라이의 총독인 잘랄 웃 딘 아산 칸이 델리 술탄국으로부터의 독립을 선언하며 건국되었다. 아산 칸과 그의 후손들은 1378년 마지막 술탄인 알라 웃 딘 시칸다르 샤가 쿠마라 캄파나가 이끄는 비자야나가라 제국의 군대와 전투에서 패배하며 멸망할 때까지 마두라이와 인근 지역을 통치하였다. 43년이라는 짧은 기간 동안 술탄국에는 8명의 다른 통치자가 있었다.

## 기원

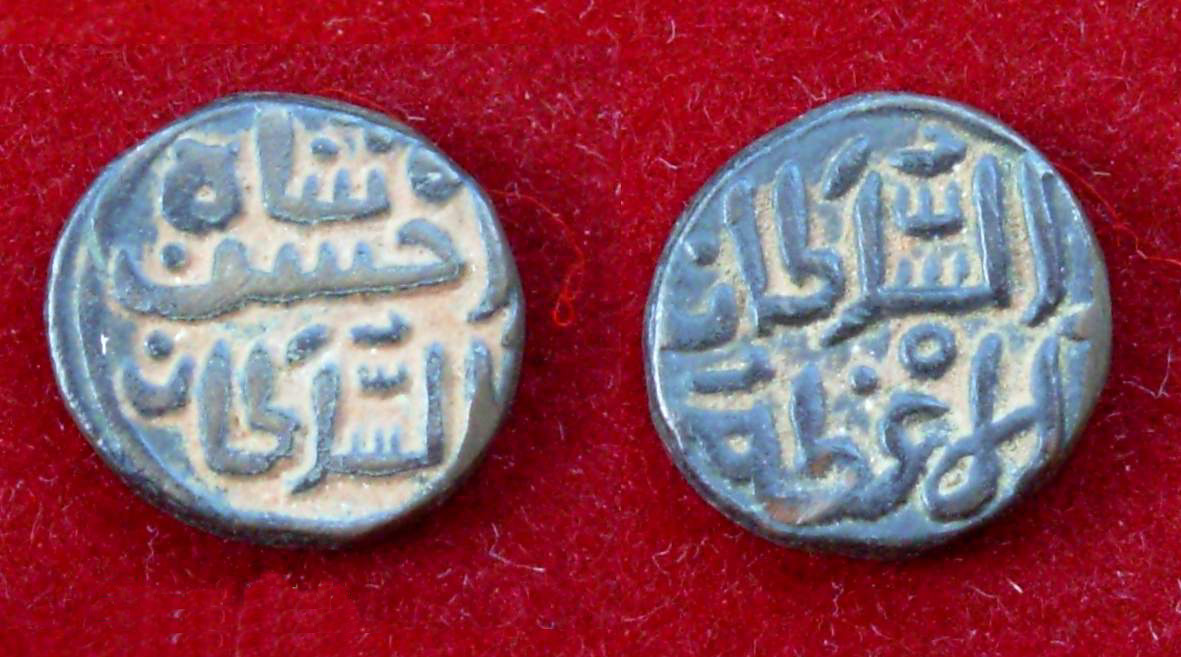
마바르 술탄국의 첫 통치자인 잘랄웃딘 아흐샨 칸의 주화

2세기 이상(대략 950년에서 1200년 사이) 타밀나두를 지배했던 촐라 왕이 쇠퇴하고 대신 판디아 왕이 다음 세기(대략 1200년에서 1300년) 동안 우위를 점하였다. 마라바르만 쿨라세카라 판디안 왕(1268~1310)에게는 자타바르만 순다라 판디안과 자타바르만 비라 판디안이라는 이름의 두 아들이 있었다. 큰아들 순다라 판디안은 왕비에게서, 작은아들 비라 판디아는 정실에게서 태어났다. 전통과 달리 왕은 작은 아들이 왕위를 계승할 것이라고 선언하자 이에 격분한 순다라 판디안은 1310년에 아버지를 죽이고 왕이 되었으며, 왕국의 일부 지역 족장들이 동생 비라 판디안에게 충성을 맹세하며 내전이 발발하였다.
순다라 판디안은 내전에서 패배하고 나라를 떠났다. 그는 델리에서 북인도의 대부분을 통치하고 있던 술탄 알라 웃 딘 킬지(Sultan Ala-ud-din Khilji)에게 도움을 청하였다. 그 당시 말리크 카푸르 장군 통솔하의 킬지 군대는 남쪽의 드바라사무드라(타밀나두 북쪽)에 주둔하고 있었다. 순다라 판디아를 돕기로 한 킬지는 말리크 카푸르에게 타밀나두로 진군하라는 명령을 내렸다. 순다라 판디안의 도움으로 북쪽에서 온 이 이슬람 군대는 1311년에 타밀나두로 입성하였다. 많은 역사가들은 당시 드바라사무드라에 기반을 둔 말리크 카푸르가 남쪽의 타밀나두까지 진군할 계획이 없었으며, 단지 순다라 판디아의 요청과 이에 의한 술탄의 명령으로 타밀나두를 침공했던 것으로 추측하고 있다. 따라서 델리의 첫 타밀나두 침공은 판디아 왕가 내부 분쟁의 직접적인 결과라고 볼 수 있다. 그 후 델리 술탄국에서 두 차례의 원정이 더 있었다. 두번째는 1314년에 쿠스로 칸이, 세번째는 1323년에 울루흐 칸이 원정군을 이끌었다. 이러한 침공은 판디아 제국을 산산조각내었다. 이전의 침공은 약탈에 만족했지만, 울루흐 칸은 이전 판디아 영토를 델리 술탄국의 마바르주로 합병하였다. 남인도 대부분은 데바기리, 틸링, 캄필리, 도라사무드라, 마바르의 5개 주로 나뉜 채 델리의 지배를 받았다.
1325년, 울루그 칸은 무하마드 빈 투글루크(Muhammad bin Tughluq)라는 이름으로 델리 술탄으로 즉위하였다. 페르시아와 호라산을 침공하려는 그의 계획은 국고를 파탄시켰고 결국 주조된 화폐를 발행하였지만 이로 인해 위조 화폐 문제가 발생하며 술탄국의 재정이 더욱 악화되었다. 술탄이 자신의 대군을 유지하기 위한 비용을 지불할 수 없게 되자 결국 먼 지방에 주둔한 군인들이 반란을 일으켰다. 반란을 일으킨 첫 번째 주는 벵골이었고 곧 마바르가 뒤를 이었다. 마바르 주지사인 잘랄 웃 딘 아산 칸은 독립을 선언하고 마바르 술탄국을 건국하였다. 마바르 술탄국의 정확한 건국 연도는 분명하지 않다. 화폐 증거에 따르면 건국 연도는 1335년으로 추정되지만, 페르시아 역사가 피리슈타는 마바르의 반란이 일어난 해를 1340년으로 보고 있다.
마두라이에서 단명한 이 이슬람 왕조는 제2차 판디아 제국의 쇠퇴 이후에 존재했으며, 다음 43년 동안 마두라이, 트리키노폴리 및 남아르콧 일부를 통치했는데, 처음에는 델리 술탄국의 봉신국으로 존재하다 후에는 독립 군주국으로서 1378년까지 존속하였다. 마바르 술탄국은 비자야나가라 제국의 부상으로 멸망하고 나중에 마두라이 나야크가 이를 뒤따랐다.
마바르 술탄국의 부유한 상인 아부 알리, 또는 패합리는 마바르 왕가와 밀접한 관련이 있었다. 아부 알리는 그들과 결별한 후 원나라로 이주하여 몽골 대칸으로부터 고려인 여성을 아내로 맞이하고 직업을 얻었는데, 《고려사》및 유민중(劉敏中)의 문집 《중엄집(中奄集)》에는 이 여성이 승가의 이전 아내이자 고려 충렬왕 시기 문신이었던 채인규의 딸로 기록되어 있다.

## 잘랄 웃딘 아흐샨 칸
잘랄 웃딘 아흐산 칸은 1335년경 델리 술탄국으로부터 독립을 선언했다. 그의 딸은 역사가 이븐 바투타와 결혼했고 그의 아들 이브라힘은 무함마드 빈 투그루크의 돈줄이었다. 투글루크는 잘랄 웃딘의 반란을 듣고 보복으로 이브라힘을 죽이게 했다. 잘랄 웃딘은 역사가 피리슈타와 지아우딘 바라니에 의해 다양하게 "시드", "하산" 또는 "후순"으로 불린다. 투글루크는 1337년 무슬림 연대기에서 마바르로 알려진 타밀 지역을 정복하려고 했다. 그러나 그는 마바르로 가는 도중 비다르에서 병에 걸려 데기리로 돌아가야 했다. 그의 군대는 잘랄 웃딘에게 패배했다. 잘랄 웃딘은 1340년 그의 귀족 중 한 명에게 살해당했다.

## 알라 웃딘 우다우지 및 쿠트브 웃딘 피루즈
1340년 잘랄 웃딘이 죽자 알라 웃딘 우다우지 샤가 정권을 잡았고, 그의 뒤를 이어 그의 사위 쿠트브 웃딘 피루즈 샤가 정권을 잡은 지 40일 만에 암살당했다. 1340년 쿠트브 웃딘의 암살자 기야스 웃딘 다마가니가 술탄의 자리에 올랐다.

## 기야스 웃딘 마흐드 담가니
기야스 웃딘은 처음에는 호이살라 국왕 비라 발랄라 3세에게 패했지만, 1343년 칸나누르 코팜 포위전에서 발랄라를 붙잡아 죽였다. 기야스 웃딘은 발랄라를 붙잡아 그의 부를 빼앗고, 그를 살해한 뒤 그의 시신을 마두라이 성벽에 전시했다. 기야스 웃딘은 1344년에 최음제의 후유증으로 죽었다.

### 이븐 바투타의 기록
그의 통치 기간 동안, 아프리카와 아시아를 통한 광범위한 여행으로 유명한 이슬람 모로코 탐험가인 이븐 바투타는 중국으로 가는 동안 그의 궁정을 방문했다. 그는 잘랄 웃딘 아흐샨 칸의 딸과 결혼했다. 그의 여행기에는 지역 주민들을 향한 기야스 웃딘 마흐무드 담가니의 잔혹한 행동이 언급되어 있다. 그의 개인적인 명령 아래 그의 군대는 자주 지역 힌두교 마을 사람들을 포위하고, 날카로운 나무 스파이크에 무차별적으로 그들을 가하여 죽게 내버려두는 습관이 있었다. 이러한 이야기는 리흘라(lit. "Journey")로 알려지게 된 여행기에 실렸다. 이 역사는 이븐 바투타 몰 두바이에도 전시되어 있다.

## 나시르 웃딘 마흐무드 담가니
기야스 웃딘의 뒤를 이어 조카인 나시르 웃딘 마흐무드 담간 샤가 새 술탄이 되었는데, 그는 델리 출신의 군인이었다고 한다. 그는 힌두스탄을 탈출하여 삼촌이 있던 마두라이에 합류했다. 그는 즉위하자마자 그의 왕위 계승을 방해할 것 같은 장교와 귀족들, 각종 정치적 적들을 대거 해임하고 죽이기 시작했다. 그 역시 쇠락에 빠졌고, 짧은 시간 안에 죽음을 맞이했다.

## 통치
마두라이 술탄국의 통치자들은 동시대의 역사적 기록들을 보면 힌두교도들의 폭군이자 박해자로 통한다. 이븐 바투타와 강가데비의 기록들은 모두 술탄들이 힌두교도들에게 저지른 잔혹 행위를 생생하게 묘사하고 있다.
이븐 바투타는 기야스 웃딘 담가니의 행동을 다음과 같이 묘사한다:
힌두교도 포로들은 네 구역으로 나뉘어 거대한 캣카의 네 문으로 각각 끌려갔다. 그곳에서 포로들은 그들이 가지고 있던 말뚝에 찔려 죽었다. 그 후 그들의 아내들은 죽임을 당하고 머리채가 묶인 채로 창백한 창살에 묶였다. 어린 아이들은 어머니의 품에서 학살당했고 시체는 그곳에 방치되었다. 그런 다음 수용소를 정리하고 다른 숲의 나무를 베기 시작했다. 그들은 나중에 힌두교 포로들을 같은 방식으로 대했다. 이것은 다른 어떤 주권자도 저지른 적이 없는 부끄러운 행위이다. 신이 기야트-에딘의 죽음을 서두른 것은 바로 이 때문이었다.
어느 날 카디(카지)와 내가 (기야즈딘과) 함께 음식을 먹고 있을 때 카지는 그의 오른쪽에, 나는 그의 왼쪽에 있었는데, 한 이교도가 그의 아내와 일곱 살 된 아들과 함께 그의 앞에 끌려왔다. 술탄은 사형 집행관들에게 손으로 이 사람의 머리를 자르라는 신호를 보냈고, 아랍어로 '그리고 아들과 아내도'라고 말했다. 그들은 머리를 잘랐고 나는 눈을 돌렸다. 다시 보았을 때 나는 그들의 머리가 바닥에 누워있는 것을 보았다.
또 한 번은 술탄 기야트-에딘과 함께 있을 때 힌두교도 한 명이 그의 면전으로 끌려왔다. 그는 내가 알아들을 수 없는 말을 내뱉었고, 곧바로 그의 추종자 몇 명이 단도를 뽑았다. 나는 서둘러 일어났고 그는 나에게 말했다 ; '어디로 가느냐'? 나는 대답했다 : '나는 오후 (4시) 기도를 드릴 것입니다.' 그는 내 이유를 이해하고 미소를 지으며 우상 숭배자의 손과 발을 잘라내라고 명령했다. 돌아오는 길에 나는 그의 피가 흘러넘치는 광경을 보았다.

강가데비의 마두라 비자얌은 무슬림 통치가 삼계에 고통이라고 선언한다:
오, 강하고 용감한 왕이여, 앞으로 나아가라. 더 이상 지체하지 말고, 이 투루스카 왕국을 내 땅에서 뿌리뽑게 하여, 이 삼계에 고통을 주어라. 나의 사랑하는 주, 나아가, 당신의 승리를 지켜라. 유명한 라마세투 한가운데에 백 개의 승리 기둥을 세우라!

강가데비는 무슬림의 지배하에 있는 마두라이를 전제로 다음과 같이 쓰고 있다:
나는 마두라의 숲에 일어난 일에 대해 매우 슬퍼하고 있다. 코코넛 나무는 모두 잘려나갔고 그 자리에 사람의 두개골이 매달려 있는 철제 스파이크가 줄지어 서 있는 것을 볼 수 있다.
한때 아름다운 여성들의 발찌 소리로 매력적이었던 고속도로에는 이제 철제 족쇄에 묶인 채 끌려가는 브라만들의 귀를 찌르는 소리가 들린다.
... 한때 매력적인 소녀들의 가슴에서 샌들 페이스트를 문질러 하얗던 탐브라파르니의 강물은 이제 악당들이 도살한 소의 피로 붉게 흐르고 있다.

이븐 바투타(Ibn Batuta)는 마두라이를 괴롭히는 역병에 대해 다음과 같이 설명한다:
마두라에 도착하니 그곳에는 짧은 시간에 사람이 죽는 전염병이 창궐했다. 공격을 받은 사람들은 이삼일 만에 굴복했다. 그들의 최후가 늦어지면 나흘째 되는 날까지였다. 집을 나설 때 나는 사람들이 아프거나 죽어가는 것을 보았다.

강가데비는 부자연스러운 죽음의 유행에 대해 이븐 바투타의 의견에 동의한다:
죽음의 신은 야바나들이 파괴하지 않으면 남은 생명체에게 과도한 피해를 입힌다.

## 쇠퇴와 몰락
1344년과 1357년 사이에 마두라이 술탄국은 내분과 북쪽의 비자야나가라 제국의 발흥으로 인해 쇠퇴기에 접어들었다. 이는 이 시기에 발행된 동전이 전혀 없기 때문으로 추측된다. 그러나 1358년부터 1378년까지의 세 명의 마두라이 술탄, 샴스 웃딘 아딜 샤, 파크르 웃딘 무바라크 샤, 알라 웃딘 시칸다르 샤의 이름이 새겨진 동전이 발견되었다. 이것은 1344-57년 동안의 인도 이슬람 세력의 중단과 1357-78년 동안의 짧은 부활을 나타낸다.
부카 라야 1세가 통치하고 있던 비자야나가라 제국은 남인도를 정복하기 위해 여러 차례의 노력을 기울였다. 14세기 중반에 비자야나가라의 침입이 잇따랐고, 이는 처음에는 마두라이 술탄국의 남인도 통치를 제한하고 마침내 종식시키는 데 성공했다. 역사학자 존 보우만은 부카 라야가 1360년에 그의 카르나타 제국의 남쪽에 마두라이를 합병했다고 말한다. 비자야나가라의 군대는 나야카르 가문의 쿠마라 캄파나가 이끌었다. 캄파나는 처음에 당시 델리 술탄국의 봉신이었던 현재의 칸치푸람 지역에서 삼부바라야 왕조를 정복했고, 그 후 마두라이를 정복하기를 거부했다. 보우만은 마바르 술탄국이 1370년에 쿠마라 캄파나에 의해 정복되었다고 말한다. 캄파나의 침입은 1370년에 산스크리트 서사시인 마두라 비자얌 ("마두라이 정복") 또는 캄파나의 부인 강가데비가 쓴 비라 캄파라야 차리스람 ("캄파나의 역사")에 기록되어 있다. 캄파나의 승리는 1371년에 옛 영광을 되찾은 스리랑감 사원의 상징적인 사건이다. 비자야나가라는 1378년 하리하라 2세가 통치하는 동안 공식적으로 마두라이를 자신의 소유로 선언했다. 나야카르의 도래는 폭군 술탄국의 손아귀에서 남인도를 제거함으로써 마두라이의 역사의 방향을 바꿨다고 믿어진다.

## 역대 술탄
| 왕호                            | 휘                    | 재위            |
| ------------------------------- | --------------------- | --------------- |
| 델리 술탄국으로부터 독립        |                       |                 |
| 잘랄 웃딘 샤 جلال الدین شاہ     | 아흐샨 칸             | 1335년 ~ 1339년 |
| 알라 웃딘 샤 علاء الدین شاہ     | 알라 웃딘 우다우지 샤 | 1339년          |
| 쿠트브 웃딘 샤 قطب الدین شاہ    | 피루즈 칸             | 1339년 ~ 1340년 |
| 기야스 웃딘 샤 غیاث الدین شاہ   | 마흐무드 담가니       | 1340년 ~ 1344년 |
| 나시르 웃딘 샤 ناصر الدین شاہ   | 마흐무드 담가니       | 1344년 ~ 1345년 |
| 샴스 웃딘 샤 شمس الدین شاہ      | 아딜 칸               | 1356년 ~ 1358년 |
| 파크르 웃딘 샤 فخرالدین شاہ     | 무바라크 칸           | 1358년 ~ 1368년 |
| 알라 웃딘 샤 2세 علاء الدین شاہ | 시칸다르 칸           | 1368년 ~ 1378   |
| 비자야나가라 제국에게 멸망      |                       |                 |

## 참고 문헌
- Aiyangar, Sakkottai Krishnaswami (1921), 《South India and her Muhammadan Invaders》 (PDF), Madras, British India: Humphrey Milford, Oxford University Press
- Batuta, Ibn (1854–1874),  Defrémery, Charles François; Beniamino Raffaello, Sanguinetti, 편집., 《Voyages d'Ibn Batoutah》 (PDF), Paris: La Societé Asiatique, L'Imprimerie Nationale
- Majumdar, R.C. (ed.) (2006), 《The Delhi Sultanate》, Mumbai: Bharatiya Vidya Bhavan
- Sastri, Kallidaikurichi Aiyah Aiyar Nilakanta (1958) [1955], 《A History of South India: From Prehistoric Times to the Fall of Vijayanagar》 Paperback판, Madras: Oxford University Press, Amen House, London
- Devi, Ganga (1924),  Sastri, G Harihara; Sastri, V Srinivasa, 편집., 《Madhura Vijaya (or Virakamparaya Charita): An Historical Kavya》, Trivandrum, British India: Sridhara Power Press
- Lee, Samuel (1829), 《The travels of Ibn Batuta :translated from the abridged Arabic manuscript copies, preserved in the Public Library of Cambridge. With notes, illustrative of the history, geography, botany, antiquities, &c. occurring throughout the work》 (PDF), London: Oriental Translation Committee, 191쪽
- Chattopadhyaya, Brajadulal (2006), 《Studying Early India: Archaeology, Texts and Historical Issues》, Anthem Press, ISBN 978-1-84331-132-4